# 「518退貨ㄌㄨㄚˋ」活動
「518退貨ㄌㄨㄚˋ」活動，又稱518退貨活動，是台灣民眾黨於2025年5月18日15時在中華民國台中市水安宮舉辦的「人民要當家」宣講最終場，該活動訴求為號召民眾「退貨」賴清德總統。黃國昌、張啓楷等民眾黨立委，以及國民黨立委廖偉翔、黃健豪、羅廷瑋等人出席了此次活動。

## 背景與集會訴求

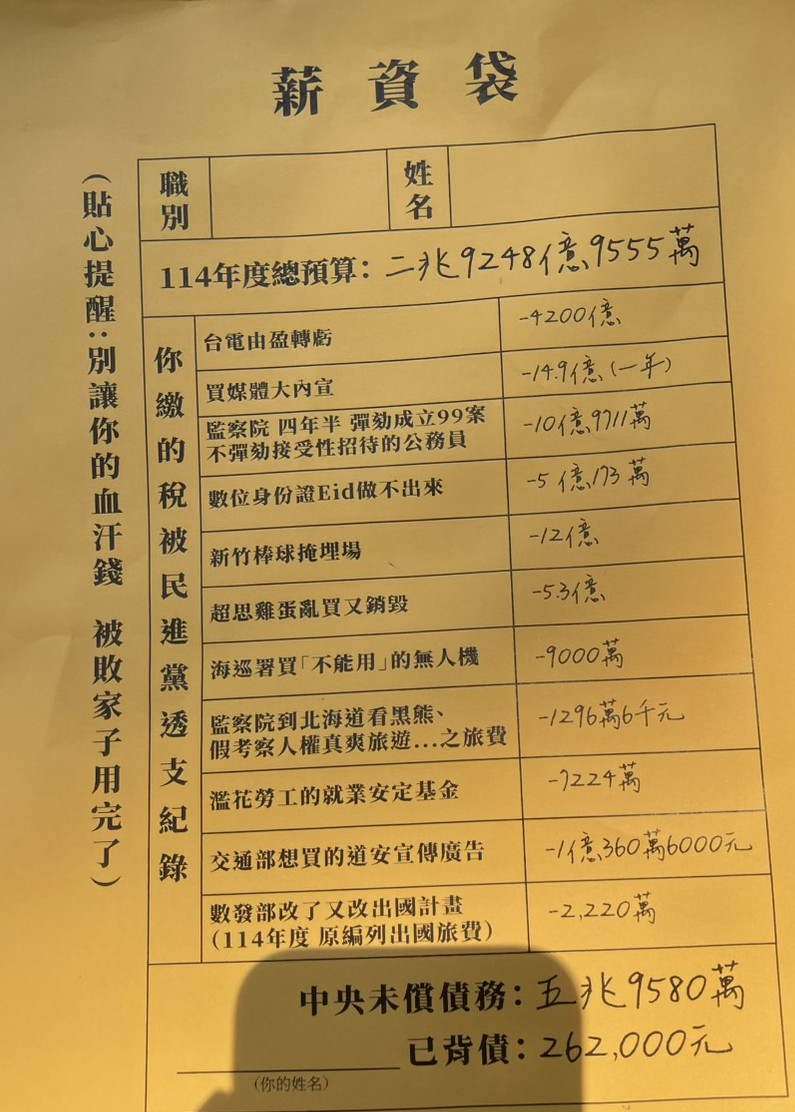
「血汗薪資袋」宣傳材料。

因應民進黨「人民是頭家」全國宣講活動，2025年3月23日，民眾黨主席黃國昌正式啓動「人民要當家」為主題的全國宣講活動。
該活動針對民進黨政府在任期間的多項爭議進行集中曝光，旨在向公眾揭示其執政期間的問題，包括但不限於超思雞蛋弊案、新竹棒球場爭議、勞動資金炒股弊案、台電撥補慘賠、詐騙橫行與詐團落跑等議題。
活動現場派發了包含「真相派報DM」和「血汗薪資袋」等宣傳材料，詳細闡述了上述議題的實際情況。首站設在新北市板橋車站，活動隨後陸續在全台灣各地開展，分別深入新竹市天公壇公園、臺南市大灣凌霄寶殿武龍宮、宜蘭縣壯二鎮安廟（古公三王）、桃園市文昌公園。
臨近賴清德政府520就職滿一年之際，台灣民眾黨5月14日在召開黨政聯繫會議後舉行了記者會，對總統賴清德執政一年以來的政績表達不滿，呼籲民眾在518當天走上街頭，對賴清德進行「退貨」，最終場在臺中市水安宮。
當天談論核三廠封廠、國安法庭、恢復軍法、大罷免、潛艦國造海測、京華城案、美國萊豬等等爭議與事件。

## 活動過程

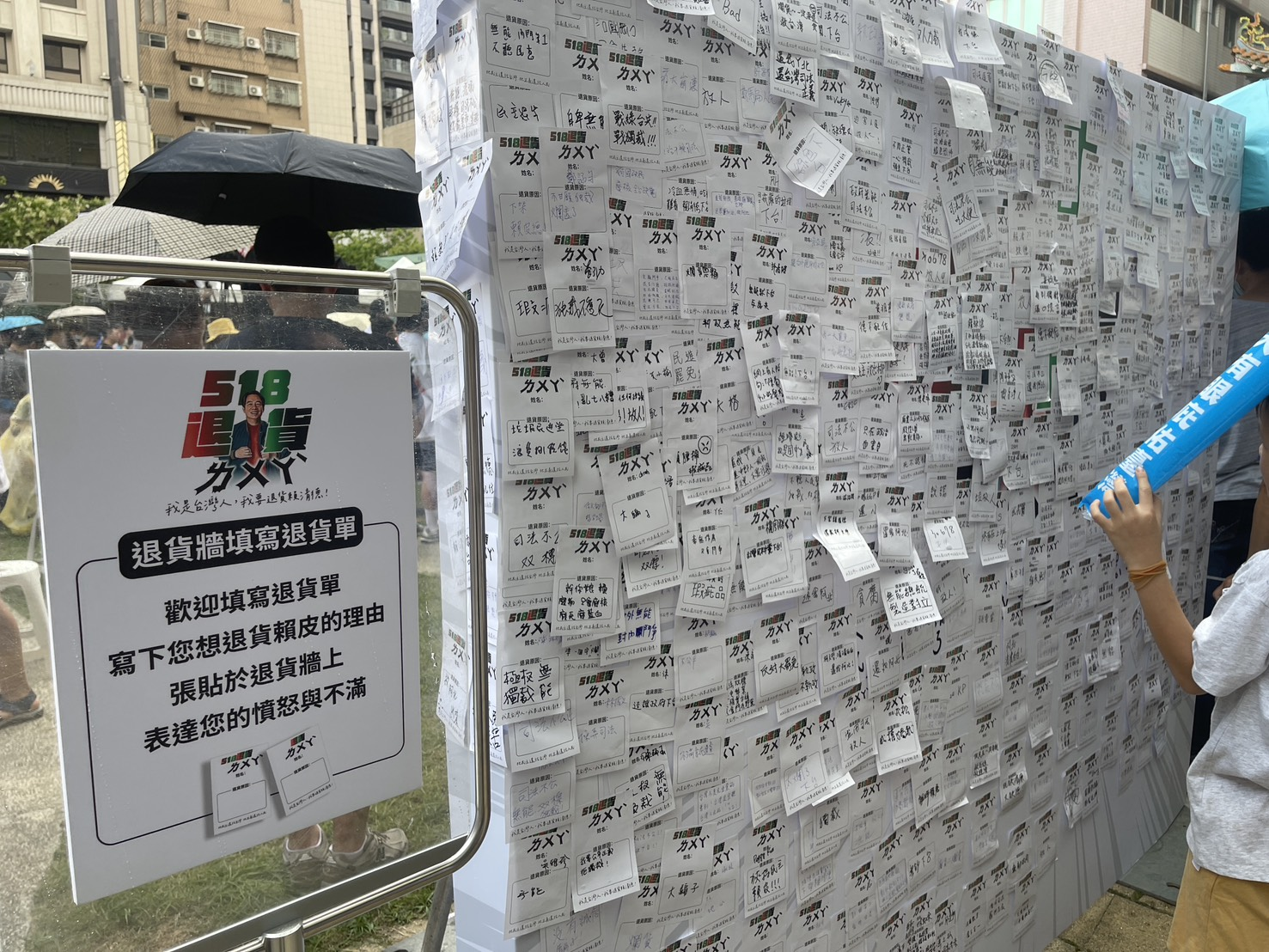
「民主退貨牆」貼上民眾的言論。

- 設置「退貨ㄌㄨㄚˋ專區」讓民眾參與此次退貨行動：[13]
  - 「民主娃娃機」：夾取象徵政府政績的娃娃，諾覺得無幫助，可放在退貨箱；
  - 「民主退貨牆」：寫下自己對賴政府不滿意的理由（稱為退貨理由）

### 登臺順序
會前活動
- 公民發表言論
- 影片宣導

正式活動
- 主持人：劉芩妤（咪咪）、李頂立。
- 國會報告：立法院民眾黨團
  - 副總召張啓楷、林國成、黃珊珊、林憶君、麥玉珍、幹事長陳昭姿
- 「退貨!賴皮球」活動：
  - 民眾滾動印有賴清德總統與民進黨黨徽的綠色大球。
- 民眾黨臺中市黨部成員
  - 議員陳清龍（民眾黨臺中市黨部主委）、邱珊、張仲翹等等。
- 無黨籍議員陳廷秀。

- 民眾黨議員與國民黨立委
  - 議員江和樹（民眾黨臺中市黨部榮譽主委）

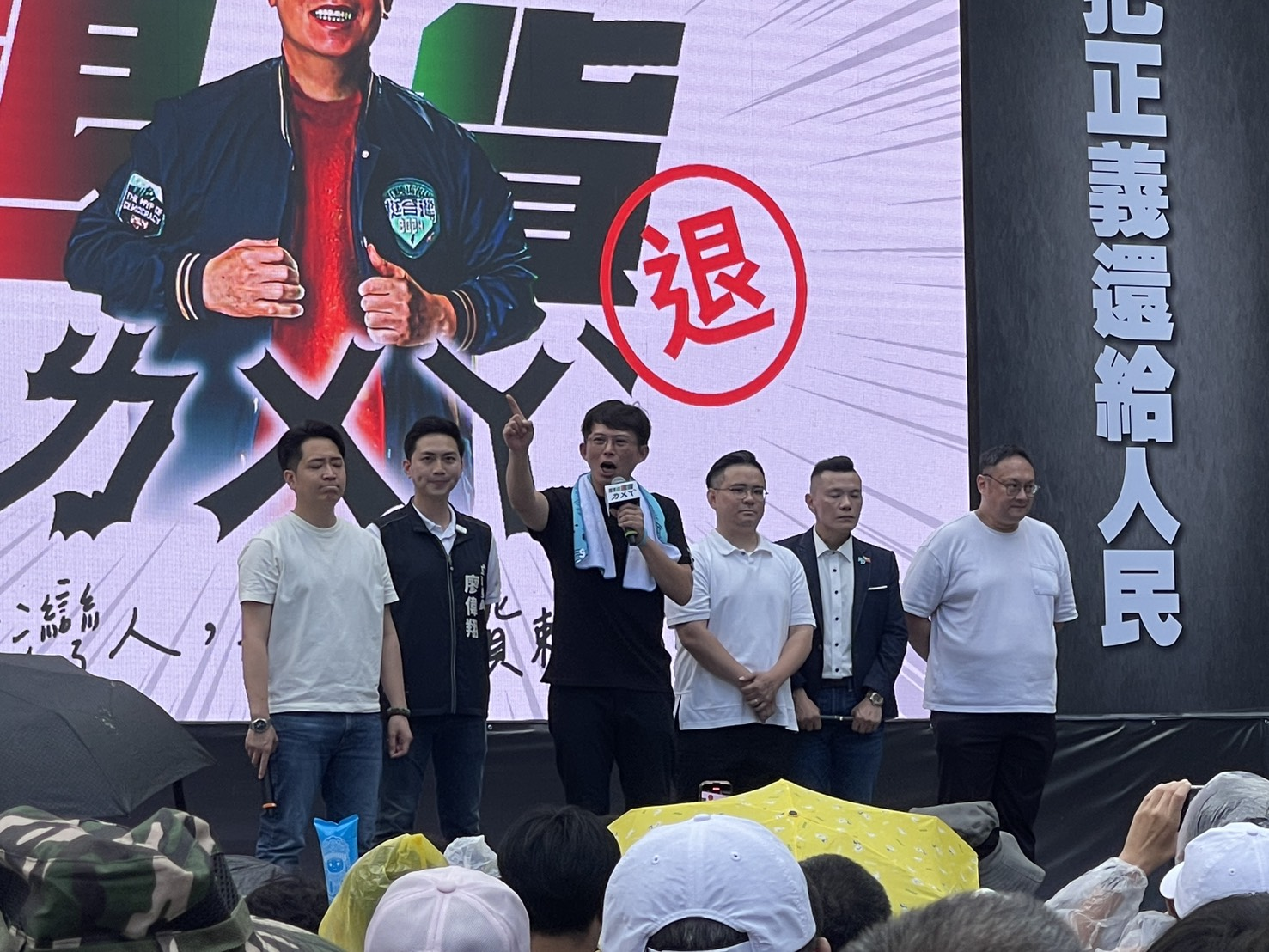
人民要當家台中場，上台演講的民眾黨主席黃國昌、民眾黨議員江和樹與國民黨立委廖偉翔、黃健豪、羅廷瑋、台中市副市長鄭照新。

  - 國民黨立委廖偉翔、黃健豪、羅廷瑋與臺中市副市長鄭照新[14]
  - 民眾黨主席黃國昌補充說明。
- 「民主退貨牆」活動：
  - 劉芩妤
- 「找回司法正義」演講
  - 醫師沈政男
- 「容積獎勵與萊豬的真相」演講
  - 醫師蘇偉碩
- 民眾黨秘書長周榆修
- 「全民退貨」活動：
  - 抬起黑心退貨箱進場，內有退貨娃娃
- 總結
  - 民眾黨主席黃國昌與國民黨立委、民眾黨立委與議員等

## 後續
雖然民進黨與民眾黨皆宣稱宣講活動與大罷免無關，但宣講活動實質對大罷免仍有一定影響。2025年7月26日，罷免投票結果，國民黨立委廖偉翔、黃健豪、羅廷瑋三位立委罷免案不通過。

## 外部連結
- .   [2025-07-01].